# Megawita
La megawita és un mineral de la classe dels òxids, que pertany al grup de la perovskita. Rep el nom en honor de la cristal·lògrafa britànica Helen Dick Megaw (1907-2002) qui va contribuir significativament a la comprensió de l'estructura i propietats de les perovskites naturals i sintètiques. L'any 1989 es va convertir en la primera dona a rebre la Medalla Roebling de la Societat Mineralògica d'Amèrica.

## Característiques
La megawita és un òxid de fórmula química CaSnO₃. Cristal·litza en el sistema ortoròmbic. Va ser aprovada com a espècie vàlida per l'Associació Mineralògica Internacional l'any 2010. És el mineral anàleg amb estany de la perovskita i la lakargiïta. Químicament es troba relacionada amb la burtita.
Segons la classificació de Nickel-Strunz, la megawita pertany a «04.CC: Òxids amb relació Metall:Oxigen = 2:3, 3:5, i similars, amb cations de mida mitjana i gran» juntament amb els següents minerals: cromobismita, freudenbergita, grossita, clormayenita, yafsoanita, latrappita, lueshita, natroniobita, perovskita, barioperovskita, lakargiïta, loparita-(Ce), macedonita, tausonita, isolueshita, crichtonita, davidita-(Ce), davidita-(La), davidita-(Y), landauïta, lindsleyita, loveringita, mathiasita, senaïta, dessauïta-(Y), cleusonita, gramaccioliïta-(Y), diaoyudaoïta, hawthorneïta, hibonita, lindqvistita, magnetoplumbita, plumboferrita, yimengita, haggertyita, nežilovita, batiferrita, barioferrita, jeppeïta, zenzenita i mengxianminita.

## Formació i jaciments
Va ser descoberta al mont Lakargi, dins la caldera Verkhnechegemskaya, a la república Kabardino-Balkària, Rússia. Es tracta de l'únic indret de tot el planeta on ha estat descrita aquesta espècie mineral.